# Abby Wambach
Mary Abigail "Abby" Wambach (sinh ngày 2 tháng 6 năm 1980) là cựu cầu thủ bóng đá chuyên nghiệp, huấn luyện viên, người hai lần giành huy chương vàng Thế vận hội và vô địch giải vô địch bóng đá nữ thế giới. Wambach bắt đầu thi đấu cho đội tuyển Hoa Kỳ từ năm 2001, giữ kỷ lục là cầu thủ bóng đá (cả nam và nữ) có số bàn thắng quốc tế nhiều nhất với 184 bàn. Wambach giành giải thưởng Cầu thủ nữ xuất sắc nhất năm 2011 và là người Mỹ đầu tiên trong mười năm nhận giải thưởng này. Cô có tên trong danh sách những người ảnh hưởng nhất trên thế giới năm 2015 của Time 100.
Wambach thi đấu bóng đá đại học cho đội Florida Gators trong thời gian học ở Đại học Florida và giúp đội giành chức vô địch NCAA Division I Championship]]. Cô thi đấu chuyên nghiệp cho Washington Freedom, magicJack, và Western New York Flash. Wambach thi đấu. Cô tham dự bốn kỳ World Cup và một kỳ Thế vận hội, thi đấu tổng cộng 29 trận và ghi 22 bàn ở các giải đấu này. Vào năm 2011, cô trở thành cầu thủ bóng đá đầu tiên nhận giải Vận động viên của năm do Associated Press trao.
Wambach thông báo nghỉ thi đấu ngày 27 tháng 10 năm 2015. Cô thi đấu trận cuối cùng vào ngày 16 tháng 12 năm 2015 tại New Orleans khi đội tuyển Hoa Kỳ chơi trận cuối cùng trong chuỗi 10 trận thuộc chuyến du đấu Victory Tour sau Giải vô địch bóng đá nữ thế giới 2015.

## Cuộc đời

### Thời niên thiếu
Wambach sinh ra tại Rochester, New York, là con út trong bảy người con của Pete và Judy Wambach  Cô bắt đầu chơi bóng đá ngay khi mới chỉ 4 tuổi. Thời niên thiếu, cô đã chơi bóng đá ở các giải đấu dành cho nam sau khi cô ghi hai mươi bảy bàn thắng trong chỉ có 3 trận đấu.
Wambach vào học ở trường trung học Đức Mẹ ở Rochester, New York, nơi cô học bóng đá và bóng rổ. Trong suốt sự nghiệp trung học, cô ghi 142 bàn thắng, trong đó có 34 bàn chỉ tính riêng trong năm 1997. Sau mùa giải thành công của mình, cô được gọi vào đội hình chính của trường và cô cũng được tạp chí Parade bình chọn vào đội hình nữ nghiệp dư xuất sắc nhất năm, được chọn là cầu thủ của năm bởi Umbro và Hiệp hội các huấn luyện viên bóng đá quốc gia của Mỹ (NSCAA). Năm 1997, cô được NSCAA ghi tên chơi cho đội bóng khu vực, câu lạc bộ Florida Gators, được Champions New York bầu chọn là cầu thủ của năm, và được trích dẫn bởi USA Today là một trong 10 tân bình quốc gia hàng đầu.
Wambach là đội trưởng ba năm cho các đội câu lạc bộ Rochester Spirit và đặt tên là All-Greater Rochester, cô là cầu thủ của năm trong năm 1995 và 1997. Cô là thành viên của nhóm phát triển Olympic (ODP), đội tuyển quốc gia U-16 vào năm 1996, và trong năm 1997 cô đã trở thành thành viên của đội U-20 quốc gia, được đào tạo và chơi bóng với đội tuyển quốc gia của Hoa Kỳ trong khi cạnh tranh cho vị trí chính thức trong năm 1997 khi tham gia Lễ hội bóng đá ở Blaine, Minnesota. Năm 1997, cô đã đến Bắc Kinh, Trung Quốc với tư cách là một thành viên của đội bóng đá thanh thiếu niên Mỹ thi đấu ở đó.

### Đại học
Sau khi được học bổng thể thao, Wambach đã đồng ý tham dự học bổng với tư cách là đại diện cho trường Đại học Florida ở Gainesville, nơi cô chơi cho đội bóng đá nữ Florida Gators của huấn luyện viên Becky Burleigh từ năm 1998-2001. Trong khi chơi cho Florida Gators, cô đã giúp đội bóng giành được một chức vô địch quốc gia NCAA (1998) và bốn cúp Liên đoàn Đông Nam liên tiếp (SEC) trong các năm 1998, 1999, 2000, 2001. Riêng cô là cầu thủ xuất sắc nhất của giải SEC năm 1998. Tuy là một sinh viên năm nhất nhưng cô đã có tên trong danh sách All-American (1998), All-SEC lựa chọn cô trong danh sách bốn mùa giải liên tiếp (1998, 1999, 2000, 2001), hai lần là cầu thủ năm (2000, 2001) của SEC, hai lần nhận danh hiệu cầu thủ giá trị nhất giải đấu SEC (2000, 2001), và có tên trong đội hình All-American thứ hai của mình vào năm 1998 mùa nghiệp dư, và mùa cao cấp (1999, 2000, 2001).
Mười năm sau, cô vẫn là cầu thủ ghi nhiều bàn hàng nhất cho Florida Gators 'với 96 bàn thắng. Wambach được giới thiệu vào Đại học Florida sảnh Athletic vinh danh như một "Gator Great" vào năm 2012.

## Sự nghiệp
Wambach đã ra sân 255 trận đấu cho tuyển quốc gia và ghi 184 bàn thắng. Cô trở thành cầu thủ ghi bàn nhiều nhất cho Đội tuyển bóng đá nữ quốc gia Hoa Kỳ, phá vỡ kỉ lục của Mia Hamm ghi 158 bàn, vào ngày 20 tháng 6 năm 2013 sau khi ghi cú hat trick vào lưới đội tuyển Hàn Quốc

### Bàn thắng
| #    | Ngày                 | Địa điểm                               | Đối thủ            | Ghi bàn | Kết quả              | Giải đấu                                     |
| ---- | -------------------- | -------------------------------------- | ------------------ | ------- | -------------------- | -------------------------------------------- |
| 1.   | 27 tháng 4 năm 2002  | San Jose, California, Hoa Kỳ           | Phần Lan           | 1–0     | 3–0                  | Giao hữu                                     |
| 2.   | 8 tháng 9 năm 2002   | Columbus, Ohio, Hoa Kỳ                 | Scotland           | 3–2     | 8–2                  | Giao hữu                                     |
| 3.   | 8 tháng 9 năm 2002   | Columbus, Ohio, Hoa Kỳ                 | Scotland           | 5–2     | 8–2                  | Giao hữu                                     |
| 4.   | 8 tháng 9 năm 2002   | Columbus, Ohio, Hoa Kỳ                 | Scotland           | 8–2     | 8–2                  | Giao hữu                                     |
| 5.   | 2 tháng 11 năm 2002  | Seattle, Washington, Hoa Kỳ            | Panama             | 9–0     | 9–0                  | CONCACAF Women's Gold Cup 2002               |
| 6.   | 14 tháng 6 năm 2003  | Thành phố Salt Lake, Utah, Hoa Kỳ      | Iceland            | 3–0     | 5–0                  | Giao hữu                                     |
| 7.   | 14 tháng 6 năm 2003  | Thành phố Salt Lake, Utah, Hoa Kỳ      | Iceland            | 4–0     | 5–0                  | Giao hữu                                     |
| 8.   | 1 tháng 9 năm 2003   | Carson, California, Hoa Kỳ             | Costa Rica         | 2–0     | 5–0                  | Giao hữu                                     |
| 9.   | 7 tháng 9 năm 2003   | San Jose, California, Hoa Kỳ           | México             | 2–0     | 5–0                  | Giao hữu                                     |
| 10.  | 25 tháng 9 năm 2003  | Philadelphia, Pennsylvania, Hoa Kỳ     | Nigeria            | 4–0     | 5–0                  | FIFA Women's World Cup 2003                  |
| 11.  | 28 tháng 9 năm 2003  | Columbus, Ohio, Hoa Kỳ                 | CHDCND Triều Tiên  | 1–0     | 3–0                  | FIFA Women's World Cup 2003                  |
| 12.  | 1 tháng 10 năm 2003  | Boston, Massachusetts, Hoa Kỳ          | Na Uy              | 1–0     | 1–0                  | FIFA Women's World Cup 2003                  |
| 13.  | 2 tháng 11 năm 2003  | Dallas, Texas, Hoa Kỳ                  | México             | 2–1     | 3–1                  | Giao hữu                                     |
| 14.  | 2 tháng 11 năm 2003  | Dallas, Texas, Hoa Kỳ                  | México             | 3–1     | 3–1                  | Giao hữu                                     |
| 15.  | 25 tháng 2 năm 2004  | San José, Costa Rica                   | Trinidad và Tobago | 5–0     | 7–0                  | Vòng loại Thế vận hội Mùa hè 2004            |
| 16.  | 27 tháng 2 năm 2004  | Heredia, Costa Rica                    | Haiti              | 7–0     | 8–0                  | Vòng loại Thế vận hội Mùa hè 2004            |
| 17.  | 29 tháng 2 năm 2004  | San José, Costa Rica                   | México             | 2–0     | 2–0                  | Vòng loại Thế vận hội Mùa hè 2004            |
| 18.  | 3 tháng 3 năm 2004   | San José, Costa Rica                   | Costa Rica         | 2–0     | 4–0                  | Vòng loại Thế vận hội Mùa hè 2004            |
| 19.  | 5 tháng 3 năm 2004   | Heredia, Costa Rica                    | México             | 2–2     | 3–2                  | Vòng loại Thế vận hội Mùa hè 2004            |
| 20.  | 14 tháng 3 năm 2004  | Ferreiras, Bồ Đào Nha                  | Pháp               | 1–0     | 5–1                  | Cúp Algarve 2004                             |
| 21.  | 20 tháng 3 năm 2004  | Faro, Bồ Đào Nha                       | Na Uy              | 1–0     | 4–1                  | Cúp Algarve 2004                             |
| 22.  | 20 tháng 3 năm 2004  | Faro, Bồ Đào Nha                       | Na Uy              | 2–1     | 4–1                  | Cúp Algarve 2004                             |
| 23.  | 20 tháng 3 năm 2004  | Faro, Bồ Đào Nha                       | Na Uy              | 4–1     | 4–1                  | Cúp Algarve 2004                             |
| 24.  | 24 tháng 4 năm 2004  | Birmingham, Hoa Kỳ                     | Brasil             | 2–0     | 5–1                  | Giao hữu                                     |
| 25.  | 24 tháng 4 năm 2004  | Birmingham, Hoa Kỳ                     | Brasil             | 3–0     | 5–1                  | Giao hữu                                     |
| 26.  | 6 tháng 6 năm 2004   | Louisville, Kentucky, Hoa Kỳ           | Nhật Bản           | 1–1     | 1–1                  | Giao hữu                                     |
| 27.  | 21 tháng 7 năm 2004  | Blaine, Minnesota, Hoa Kỳ              | Úc                 | 3–1     | 3–1                  | Giao hữu                                     |
| 28.  | 1 tháng 8 năm 2004   | East Hartford, Connecticut, Hoa Kỳ     | Trung Quốc         | 3–1     | 3–1                  | Giao hữu                                     |
| 29.  | 11 tháng 8 năm 2004  | Heraklio, Hy Lạp                       | Hy Lạp             | 2–0     | 3–0                  | Thế vận hội Mùa hè 2004                      |
| 30.  | 14 tháng 8 năm 2004  | Thessaloniki, Hy Lạp                   | Brasil             | 2–0     | 2–0                  | Thế vận hội Mùa hè 2004                      |
| 31.  | 20 tháng 8 năm 2004  | Thessaloniki, Hy Lạp                   | Nhật Bản           | 2–1     | 2–1                  | Thế vận hội Mùa hè 2004                      |
| 32.  | 26 tháng 8 năm 2004  | Athens, Hy Lạp                         | Brasil             | 2–1     | 2–1 (s.h.p.)         | Thế vận hội Mùa hè 2004                      |
| 33.  | 25 tháng 9 năm 2004  | Rochester, New York, Hoa Kỳ            | Iceland            | 1–0     | 4–3                  | Giao hữu                                     |
| 34.  | 25 tháng 9 năm 2004  | Rochester, New York, Hoa Kỳ            | Iceland            | 2–0     | 4–3                  | Giao hữu                                     |
| 35.  | 29 tháng 9 năm 2004  | Pittsburgh, Pennsylvania, Hoa Kỳ       | Iceland            | 2–0     | 3–0                  | Giao hữu                                     |
| 36.  | 3 tháng 10 năm 2004  | Portland, Oregon, Hoa Kỳ               | New Zealand        | 3–0     | 5–0                  | Giao hữu                                     |
| 37.  | 20 tháng 10 năm 2004 | Chicago, Illinois, Hoa Kỳ              | Cộng hòa Ireland   | 3–0     | 5–1                  | Giao hữu                                     |
| 38.  | 23 tháng 10 năm 2004 | Houston, Texas, Hoa Kỳ                 | Cộng hòa Ireland   | 1–0     | 5–0                  | Giao hữu                                     |
| 39.  | 23 tháng 10 năm 2004 | Houston, Texas, Hoa Kỳ                 | Cộng hòa Ireland   | 2–0     | 5–0                  | Giao hữu                                     |
| 40.  | 23 tháng 10 năm 2004 | Houston, Texas, Hoa Kỳ                 | Cộng hòa Ireland   | 3–0     | 5–0                  | Giao hữu                                     |
| 41.  | 23 tháng 10 năm 2004 | Houston, Texas, Hoa Kỳ                 | Cộng hòa Ireland   | 4–0     | 5–0                  | Giao hữu                                     |
| 42.  | 23 tháng 10 năm 2004 | Houston, Texas, Hoa Kỳ                 | Cộng hòa Ireland   | 5–0     | 5–0                  | Giao hữu                                     |
| 43.  | 6 tháng 11 năm 2004  | Philadelphia, Pennsylvania, Hoa Kỳ     | Đan Mạch           | 1–1     | 1–3                  | Giao hữu                                     |
| 44.  | 8 tháng 12 năm 2004  | Carson, California, Hoa Kỳ             | México             | 2–0     | 5–0                  | Giao hữu                                     |
| 45.  | 8 tháng 12 năm 2004  | Carson, California, Hoa Kỳ             | México             | 3–0     | 5–0                  | Giao hữu                                     |
| 46.  | 11 tháng 3 năm 2005  | Guia, Bồ Đào Nha                       | Phần Lan           | 3–0     | 3–0                  | Cúp Algarve 2005                             |
| 47.  | 13 tháng 3 năm 2005  | Vila Real de Santo António, Bồ Đào Nha | Đan Mạch           | 2–0     | 4–0                  | Cúp Algarve 2005                             |
| 48.  | 23 tháng 10 năm 2005 | Charleston, Nam Carolina, Hoa Kỳ       | México             | 2–0     | 3–0                  | Giao hữu                                     |
| 49.  | 23 tháng 10 năm 2005 | Charleston, Nam Carolina, Hoa Kỳ       | México             | 3–0     | 3–0                  | Giao hữu                                     |
| 50.  | 18 tháng 1 năm 2006  | Quảng Châu, Trung Quốc                 | Na Uy              | 3–1     | 3–1                  | Giải bóng đá nữ bốn quốc gia 2006            |
| 51.  | 11 tháng 3 năm 2006  | Quarteira, Bồ Đào Nha                  | Đan Mạch           | 1–0     | 5–0                  | Cúp Algarve 2006                             |
| 52.  | 7 tháng 5 năm 2006   | Kumamoto, Nhật Bản                     | Nhật Bản           | 1–1     | 3–1                  | Giao hữu                                     |
| 53.  | 7 tháng 5 năm 2006   | Kumamoto, Nhật Bản                     | Nhật Bản           | 2–1     | 3–1                  | Giao hữu                                     |
| 54.  | 7 tháng 5 năm 2006   | Kumamoto, Nhật Bản                     | Nhật Bản           | 3–1     | 3–1                  | Giao hữu                                     |
| 55.  | 15 tháng 7 năm 2006  | Blaine, Minnesota, Hoa Kỳ              | Thụy Điển          | 1–0     | 3–2                  | Giao hữu                                     |
| 56.  | 23 tháng 7 năm 2006  | San Diego, California, Hoa Kỳ          | Cộng hòa Ireland   | 3–0     | 5–0                  | Giao hữu                                     |
| 57.  | 30 tháng 7 năm 2006  | Cary, Bắc Carolina, Hoa Kỳ             | Canada             | 1–0     | 2–0                  | Giao hữu                                     |
| 58.  | 13 tháng 9 năm 2006  | Rochester, New York, Hoa Kỳ            | México             | 1–0     | 3–1                  | Giao hữu                                     |
| 59.  | 13 tháng 9 năm 2006  | Rochester, New York, Hoa Kỳ            | México             | 3–1     | 3–1                  | Giao hữu                                     |
| 60.  | 1 tháng 10 năm 2006  | Carson, California, Hoa Kỳ             | Đài Bắc Trung Hoa  | 2–0     | 10–0                 | Giao hữu                                     |
| 61.  | 1 tháng 10 năm 2006  | Carson, California, Hoa Kỳ             | Đài Bắc Trung Hoa  | 6–0     | 10–0                 | Giao hữu                                     |
| 62.  | 1 tháng 10 năm 2006  | Carson, California, Hoa Kỳ             | Đài Bắc Trung Hoa  | 7–0     | 10–0                 | Giao hữu                                     |
| 63.  | 8 tháng 10 năm 2006  | Richmond, Virginia, Hoa Kỳ             | Iceland            | 1–0     | 2–1                  | Giao hữu                                     |
| 64.  | 8 tháng 10 năm 2006  | Richmond, Virginia, Hoa Kỳ             | Iceland            | 2–1     | 2–1                  | Giao hữu                                     |
| 65.  | 22 tháng 11 năm 2006 | Carson, California, Hoa Kỳ             | México             | 1–0     | 2–0                  | CONCACAF Women's Gold Cup 2006               |
| 66.  | 22 tháng 11 năm 2006 | Carson, California, Hoa Kỳ             | México             | 2–0     | 2–0                  | CONCACAF Women's Gold Cup 2006               |
| 67.  | 12 tháng 3 năm 2007  | Vila Real de Santo António, Bồ Đào Nha | Thụy Điển          | 1–0     | 3–2                  | Cúp Algarve 2007                             |
| 68.  | 12 tháng 3 năm 2007  | Vila Real de Santo António, Bồ Đào Nha | Thụy Điển          | 3–1     | 3–2                  | Cúp Algarve 2007                             |
| 69.  | 14 tháng 4 năm 2007  | Foxborough, Massachusetts, Hoa Kỳ      | México             | 1–0     | 5–0                  | Giao hữu                                     |
| 70.  | 12 tháng 5 năm 2007  | Frisco, Texas, Hoa Kỳ                  | Canada             | 1–0     | 6–2                  | Giao hữu                                     |
| 71.  | 12 tháng 5 năm 2007  | Frisco, Texas, Hoa Kỳ                  | Canada             | 5–2     | 6–2                  | Giao hữu                                     |
| 72.  | 16 tháng 6 năm 2007  | Cleveland, Ohio, Hoa Kỳ                | Trung Quốc         | 1–0     | 2–0                  | Giao hữu                                     |
| 73.  | 16 tháng 6 năm 2007  | Cleveland, Ohio, Hoa Kỳ                | Trung Quốc         | 2–0     | 2–0                  | Giao hữu                                     |
| 74.  | 23 tháng 6 năm 2007  | East Rutherford, Connecticut, Hoa Kỳ   | Brasil             | 2–0     | 2–0                  | Giao hữu                                     |
| 75.  | 28 tháng 7 năm 2007  | San Jose, California, Hoa Kỳ           | Nhật Bản           | 4–0     | 4–1                  | Giao hữu                                     |
| 76.  | 12 tháng 8 năm 2007  | Chicago, Illinois, Hoa Kỳ              | New Zealand        | 1–0     | 6–1                  | Giao hữu                                     |
| 77.  | 12 tháng 8 năm 2007  | Chicago, Illinois, Hoa Kỳ              | New Zealand        | 6–1     | 6–1                  | Giao hữu                                     |
| 78.  | 11 tháng 9 năm 2007  | Thành Đô, Trung Quốc                   | CHDCND Triều Tiên  | 1–0     | 2–2                  | 2007 FIFA Women's World Cup                  |
| 79.  | 14 tháng 9 năm 2007  | Thành Đô, Trung Quốc                   | Thụy Điển          | 1–0     | 2–0                  | 2007 FIFA Women's World Cup                  |
| 80.  | 14 tháng 9 năm 2007  | Thành Đô, Trung Quốc                   | Thụy Điển          | 2–0     | 2–0                  | 2007 FIFA Women's World Cup                  |
| 81.  | 22 tháng 9 măm 2007  | Thiên Tân, Trung Quốc                  | Anh                | 1–0     | 3–0                  | 2007 FIFA Women's World Cup                  |
| 82.  | 30 tháng 9 năm 2007  | Thượng Hải, Trung Quốc                 | Na Uy              | 1–0     | 4–1                  | 2007 FIFA Women's World Cup                  |
| 83.  | 30 tháng 9 năm 2007  | Thượng Hải, Trung Quốc                 | Na Uy              | 2–0     | 4–1                  | 2007 FIFA Women's World Cup                  |
| 84.  | 13 tháng 10 năm 2007 | St. Louis, Missouri, Hoa Kỳ            | México             | 2–1     | 5–1                  | Giao hữu                                     |
| 85.  | 13 tháng 10 năm 2007 | St. Louis, Missouri, Hoa Kỳ            | México             | 4–1     | 5–1                  | Giao hữu                                     |
| 86.  | 17 tháng 10 năm 2007 | Portland, Oregon, Hoa Kỳ               | México             | 2–0     | 4–0                  | Giao hữu                                     |
| 87.  | 5 tháng 3 năm 2008   | Albufeira, Bồ Đào Nha                  | Na Uy              | 3–0     | 4–0                  | Cúp Algarve 2008                             |
| 88.  | 10 tháng 3 năm 2008  | Alvor, Bồ Đào Nha                      | Na Uy              | 2–0     | 4–0                  | Cúp Algarve 2008                             |
| 89.  | 12 tháng 3 năm 2008  | Vila Real de Santo António, Bồ Đào Nha | Đan Mạch           | 2–1     | 2–1                  | Cúp Algarve 2008                             |
| 90.  | 4 tháng 4 năm 2008   | Ciudad Juárez, Mexico                  | Jamaica            | 3–0     | 6–0                  | Vòng loại bóng đá nữ Thế vận hội Mùa hè 2008 |
| 91.  | 4 tháng 4 năm 2008   | Ciudad Juárez, Mexico                  | Jamaica            | 4–0     | 6–0                  | Vòng loại bóng đá nữ Thế vận hội Mùa hè 2008 |
| 92.  | 6 tháng 4 năm 2008   | Ciudad Juárez, Mexico                  | México             | 2–1     | 3–1                  | Vòng loại bóng đá nữ Thế vận hội Mùa hè 2008 |
| 93.  | 27 tháng 4 năm 2008  | Cary, Bắc Carolina, Hoa Kỳ             | Úc                 | 2–0     | 3–2                  | Giao hữu                                     |
| 94.  | 3 tháng 5 năm 2008   | Birmingham, Alabama, Hoa Kỳ            | Úc                 | 2–1     | 5–4                  | Giao hữu                                     |
| 95.  | 3 tháng 5 năm 2008   | Birmingham, Alabama, Hoa Kỳ            | Úc                 | 4–1     | 5–4                  | Giao hữu                                     |
| 96.  | 15 tháng 6 năm 2008  | Suwon, Hàn Quốc                        | Úc                 | 2–1     | 2–1                  | 2008 Peace Cup                               |
| 97.  | 19 tháng 6 năm 2008  | Suwon, Hàn Quốc                        | Ý                  | 1–0     | 2–0                  | 2008 Peace Cup                               |
| 98.  | 19 tháng 6 năm 2008  | Suwon, Hàn Quốc                        | Ý                  | 2–0     | 2–0                  | 2008 Peace Cup                               |
| 99.  | 2 tháng 7 năm 2008   | Fredrikstad, Na Uy                     | Na Uy              | 4–0     | 4–0                  | Giao hữu                                     |
| 100. | 19 tháng 7 năm 2009  | Rochester, New York, Hoa Kỳ            | Canada             | 1–0     | 1–0                  | Giao hữu                                     |
| 101. | 29 tháng 10 năm 2009 | Augsburg, Đức                          | Đức                | 1–0     | 1–0                  | Giao hữu                                     |
| 102. | 26 tháng 2 năm 2010  | Vila Real de Santo António, Bồ Đào Nha | Na Uy              | 1–0     | 2–1                  | Cúp Algarve 2010                             |
| 103. | 26 tháng 2 năm 2010  | Vila Real de Santo António, Bồ Đào Nha | Na Uy              | 2–1     | 2–1                  | Cúp Algarve 2010                             |
| 104. | 3 tháng 3 năm 2010   | Faro, Bồ Đào Nha                       | Đức                | 2–0     | 3–2                  | Cúp Algarve 2010                             |
| 105. | 31 tháng 3 năm 2010  | Sandy, Utah, Hoa Kỳ                    | México             | 1–0     | 1–0                  | Giao hữu                                     |
| 106. | 22 tháng 5 năm 2010  | Cleveland, Ohio, Hoa Kỳ                | Đức                | 1–0     | 4–0                  | Giao hữu                                     |
| 107. | 22 tháng 5 năm 2010  | Cleveland, Ohio, Hoa Kỳ                | Đức                | 4–0     | 4–0                  | Giao hữu                                     |
| 108. | 17 tháng 7 năm 2010  | East Rutherford, Connecticut, Hoa Kỳ   | Thụy Điển          | 2–0     | 3–0                  | Giao hữu                                     |
| 109. | 17 tháng 7 năm 2010  | East Rutherford, Connecticut, Hoa Kỳ   | Thụy Điển          | 3–0     | 3–0                  | Giao hữu                                     |
| 110. | 28 tháng 10 năm 2010 | Cancún, Mexico                         | Haiti              | 2–0     | 5–0                  | 2010 CONCACAF Women's Gold Cup               |
| 111. | 28 tháng 10 năm 2010 | Cancún, Mexico                         | Haiti              | 4–0     | 5–0                  | 2010 CONCACAF Women's Gold Cup               |
| 112. | 28 tháng 10 năm 2010 | Cancún, Mexico                         | Haiti              | 5–0     | 5–0                  | 2010 CONCACAF Women's Gold Cup               |
| 113. | 30 tháng 10 năm 2010 | Cancún, Mexico                         | Guatemala          | 3–0     | 9–0                  | 2010 CONCACAF Women's Gold Cup               |
| 114. | 30 tháng 10 năm 2010 | Cancún, Mexico                         | Guatemala          | 4–0     | 9–0                  | 2010 CONCACAF Women's Gold Cup               |
| 115. | 1 tháng 11 năm 2010  | Cancún, Mexico                         | Costa Rica         | 1–0     | 4–0                  | 2010 CONCACAF Women's Gold Cup               |
| 116. | 8 tháng 11 năm 2010  | Cancún, Mexico                         | Costa Rica         | 2–0     | 3–0                  | 2010 CONCACAF Women's Gold Cup               |
| 117. | 8 tháng 11 năm 2010  | Cancún, Mexico                         | Costa Rica         | 3–0     | 3–0                  | 2010 CONCACAF Women's Gold Cup               |
| 118. | 14 tháng 5 năm 2011  | Columbus, Ohio, Hoa Kỳ                 | Nhật Bản           | 1–0     | 2–0                  | Giao hữu                                     |
| 119. | 6 tháng 7 năm 2011   | Wolfsburg, Đức                         | Thụy Điển          | 1–2     | 1–2                  | 2011 FIFA Women's World Cup                  |
| 120. | 10 tháng 7 năm 2011  | Dresden, Đức                           | Brasil             | 2–2     | 2–2 (s.h.p.) (5–3 p) | 2011 FIFA Women's World Cup                  |
| 121. | 13 tháng 7 năm 2011  | Mönchengladbach, Đức                   | Pháp               | 2–1     | 3–1                  | 2011 FIFA Women's World Cup                  |
| 122. | 17 tháng 7 năm 2011  | Frankfurt, Đức                         | Nhật Bản           | 2–1     | 2–2 (s.h.p.) (1–3 p) | 2011 FIFA Women's World Cup                  |
| 123. | 17 tháng 9 năm 2011  | Kansas City, Kansas, Hoa Kỳ            | Canada             | 1–0     | 1–1                  | Giao hữu                                     |
| 124. | 22 tháng 9 năm 2011  | Portland, Oregon, Hoa Kỳ               | Canada             | 1–0     | 3–0                  | Giao hữu                                     |
| 125. | 22 tháng 9 năm 2011  | Portland, Oregon, Hoa Kỳ               | Canada             | 2–0     | 3–0                  | Giao hữu                                     |
| 126. | 20 tháng 1 năm 2012  | Vancouver, Canada                      | Dominica           | 1–0     | 14–0                 | Vòng loại Thế vận hội Mùa hè 2012            |
| 127. | 20 tháng 1 năm 2012  | Vancouver, Canada                      | Dominica           | 5–0     | 14–0                 | Vòng loại Thế vận hội Mùa hè 2012            |
| 128. | 22 tháng 1 năm 2012  | Vancouver, Canada                      | Guatemala          | 1–0     | 13–0                 | Vòng loại Thế vận hội Mùa hè 2012            |
| 129. | 22 tháng 1 năm 2012  | Vancouver, Canada                      | Guatemala          | 2–0     | 13–0                 | Vòng loại Thế vận hội Mùa hè 2012            |
| 130. | 29 tháng 1 năm 2012  | Vancouver, Canada                      | Canada             | 2–0     | 4–0                  | Vòng loại Thế vận hội Mùa hè 2012            |
| 131. | 29 tháng 1 năm 2012  | Vancouver, Canada                      | Canada             | 3–0     | 4–0                  | Vòng loại Thế vận hội Mùa hè 2012            |
| 132. | 29 tháng 2 năm 2012  | Lagos, Bồ Đào Nha                      | Đan Mạch           | 2–0     | 5–0                  | Cúp Algarve 2012                             |
| 133. | 2 tháng 3 năm 2012   | Lagos, Bồ Đào Nha                      | Na Uy              | 1–0     | 2–1                  | Cúp Algarve 2012                             |
| 134. | 7 tháng 3 năm 2012   | Parchal, Bồ Đào Nha                    | Thụy Điển          | 3–0     | 4–0                  | Cúp Algarve 2012                             |
| 135. | 27 tháng 5 năm 2012  | Chester, Pennsylvania, Hoa Kỳ          | Trung Quốc         | 4–1     | 4–1                  | Giao hữu                                     |
| 136. | 16 tháng 6 năm 2012  | Halmstad, Thụy Điển                    | Thụy Điển          | 1–0     | 3–1                  | Sweden Invitational 2012                     |
| 137. | 18 tháng 6 năm 2012  | Halmstad, Thụy Điển                    | Nhật Bản           | 2–0     | 4–1                  | Sweden Invitational 2012                     |
| 138. | 18 tháng 6 năm 2012  | Halmstad, Thụy Điển                    | Nhật Bản           | 4–1     | 4–1                  | Sweden Invitational 2012                     |
| 139. | 25 tháng 7 năm 2012  | Glasgow, Scotland                      | Pháp               | 1–2     | 4–2                  | Thế vận hội Mùa hè 2012                      |
| 140. | 28 tháng 7 năm 2012  | Glasgow, Scotland                      | Colombia           | 2–0     | 3–0                  | Thế vận hội Mùa hè 2012                      |
| 141. | 31 tháng 7 năm 2012  | Manchester, Anh                        | CHDCND Triều Tiên  | 1–0     | 1–0                  | Thế vận hội Mùa hè 2012                      |
| 142. | 3 tháng 8 năm 2012   | Newcastle, Anh                         | New Zealand        | 1–0     | 2–0                  | Thế vận hội Mùa hè 2012                      |
| 143. | 6 tháng 8 năm 2012   | Manchester, Anh                        | Canada             | 3–3     | 4–3 (s.h.p.)         | Thế vận hội Mùa hè 2012                      |
| 144. | 1 tháng 9 năm 2012   | Rochester, New York, Hoa Kỳ            | Costa Rica         | 2–0     | 8–0                  | Giao hữu                                     |
| 145. | 1 tháng 9 năm 2012   | Rochester, New York, Hoa Kỳ            | Costa Rica         | 3–0     | 8–0                  | Giao hữu                                     |
| 146. | 19 tháng 9 năm 2012  | Commerce City, Colorado, Hoa Kỳ        | Úc                 | 3–2     | 6–2                  | Giao hữu                                     |
| 147. | 20 tháng 10 năm 2012 | Bridgeview, Illinois, Hoa Kỳ           | Đức                | 1–0     | 1–1                  | Giao hữu                                     |
| 148. | 22 tháng 10 năm 2012 | East Rutherford, Connecticut, Hoa Kỳ   | Đức                | 1–0     | 2–2                  | Giao hữu                                     |
| 149. | 12 tháng 12 năm 2012 | Houston, Texas, Hoa Kỳ                 | Trung Quốc         | 1–0     | 4–0                  | Giao hữu                                     |
| 150. | 12 tháng 12 năm 2012 | Houston, Texas, Hoa Kỳ                 | Trung Quốc         | 3–0     | 4–0                  | Giao hữu                                     |
| 151. | 15 tháng 12 năm 2012 | Boca Raton, Florida, Hoa Kỳ            | Trung Quốc         | 1–0     | 4–1                  | Giao hữu                                     |
| 152. | 15 tháng 12 năm 2012 | Boca Raton, Florida, Hoa Kỳ            | Trung Quốc         | 3–1     | 4–1                  | Giao hữu                                     |
| 153. | 13 tháng 2 năm 2013  | Nashville, Tennessee, Hoa Kỳ           | Scotland           | 2–0     | 3–1                  | Giao hữu                                     |
| 154. | 6 tháng 3 năm 2013   | Albufeira, Bồ Đào Nha                  | Iceland            | 3–0     | 3–0                  | Cúp Algarve 2013                             |
| 155. | 5 tháng 4 năm 2013   | Offenbach, Đức                         | Đức                | 1–0     | 3–3                  | Giao hữu                                     |
| 156. | 15 tháng 6 năm 2013  | Foxborough, Massachusetts, Hoa Kỳ      | Hàn Quốc           | 4–1     | 4–1                  | Giao hữu                                     |
| 157. | 20 tháng 6 năm 2013  | Harrison, New Jersey, Hoa Kỳ           | Hàn Quốc           | 1–0     | 5–0                  | Giao hữu                                     |
| 158. | 20 tháng 6 năm 2013  | Harrison, New Jersey, Hoa Kỳ           | Hàn Quốc           | 2–0     | 5–0                  | Giao hữu                                     |
| 159. | 20 tháng 6 năm 2013  | Harrison, New Jersey, Hoa Kỳ           | Hàn Quốc           | 3–0     | 5–0                  | Giao hữu                                     |
| 160. | 20 tháng 6 năm 2013  | Harrison, New Jersey, Hoa Kỳ           | Hàn Quốc           | 4–0     | 5–0                  | Giao hữu                                     |
| 161. | 3 tháng 9 năm 2013   | Washington, D.C., Hoa Kỳ               | México             | 1–0     | 7–0                  | Giao hữu                                     |
| 162. | 20 tháng 10 năm 2013 | San Antonio, Texas, Hoa Kỳ             | Úc                 | 3–0     | 4–0                  | Giao hữu                                     |
| 163. | 10 tháng 11 năm 2013 | Orlando, Florida, Hoa Kỳ               | Brasil             | 2–0     | 4–1                  | Giao hữu                                     |
| 164. | 8 tháng 2 năm 2014   | Boca Raton, Florida, Hoa Kỳ            | Nga                | 6–0     | 7–0                  | Giao hữu                                     |
| 165. | 13 tháng 2 năm 2014  | Atlanta, Georgia, Hoa Kỳ               | Nga                | 4–0     | 8–0                  | Giao hữu                                     |
| 166. | 12 tháng 3 năm 2014  | Parchal, Bồ Đào Nha                    | CHDCND Triều Tiên  | 1–0     | 3–0                  | Cúp Algarve 2014                             |
| 167. | 12 tháng 3 năm 2014  | Parchal, Bồ Đào Nha                    | CHDCND Triều Tiên  | 2–0     | 3–0                  | Cúp Algarve 2014                             |
| 168. | 20 tháng 8 năm 2014  | Cary, Bắc Carolina, Hoa Kỳ             | Thụy Sĩ            | 4–1     | 4–1                  | Giao hữu                                     |
| 169. | 13 tháng 9 năm 2014  | Sandy, Utah, Hoa Kỳ                    | México             | 2–0     | 8–0                  | Giao hữu                                     |
| 170. | 13 tháng 9 năm 2014  | Sandy, Utah, Hoa Kỳ                    | México             | 4–0     | 8–0                  | Giao hữu                                     |
| 171. | 15 tháng 10 năm 2014 | Kansas City, Kansas, Hoa Kỳ            | Trinidad và Tobago | 1–0     | 1–0                  | CONCACAF Women's Championship 2014           |
| 172. | 20 tháng 10 năm 2014 | Washington, D.C., Hoa Kỳ               | Haiti              | 2–0     | 6–0                  | CONCACAF Women's Championship 2014           |
| 173. | 20 tháng 10 năm 2014 | Washington, D.C., Hoa Kỳ               | Haiti              | 4–0     | 6–0                  | CONCACAF Women's Championship 2014           |
| 174. | 26 tháng 10 năm 2014 | Chester, Pennsylvania, Hoa Kỳ          | Costa Rica         | 1–0     | 6–0                  | CONCACAF Women's Championship 2014           |
| 175. | 26 tháng 10 năm 2014 | Chester, Pennsylvania, Hoa Kỳ          | Costa Rica         | 3–0     | 6–0                  | CONCACAF Women's Championship 2014           |
| 176. | 26 tháng 10 năm 2014 | Chester, Pennsylvania, Hoa Kỳ          | Costa Rica         | 4–0     | 6–0                  | CONCACAF Women's Championship 2014           |
| 177. | 26 tháng 10 năm 2014 | Chester, Pennsylvania, Hoa Kỳ          | Costa Rica         | 5–0     | 6–0                  | CONCACAF Women's Championship 2014           |
| 178. | 6 tháng 3 năm 2015   | Vila Real de Santo António, Bồ Đào Nha | Thụy Sĩ            | 3–0     | 3–0                  | Cúp Algarve 2015                             |
| 179. | 10 tháng 5 năm 2015  | San Jose, California, Hoa Kỳ           | Cộng hòa Ireland   | 1–0     | 3–0                  | Giao hữu                                     |
| 180. | 10 tháng 5 năm 2015  | San Jose, California, Hoa Kỳ           | Cộng hòa Ireland   | 2–0     | 3–0                  | Giao hữu                                     |
| 181. | 17 tháng 1 năm 2015  | Carson, California, Hoa Kỳ             | México             | 3–1     | 5–1                  | Giao hữu                                     |
| 182. | 17 tháng 1 năm 2015  | Carson, California, Hoa Kỳ             | México             | 5–1     | 5–1                  | Giao hữu                                     |
| 183. | 16 tháng 6 năm 2015  | Vancouver, Canada                      | Nigeria            | 1–0     | 1–0                  | FIFA Women's World Cup 2015                  |
| 184. | 19 tháng 8 năm 2015  | Chattanooga, Tennessee, Hoa Kỳ         | Costa Rica         | 3–0     | 7–2                  | Giao hữu                                     |